# Рахметов, Жумаш Рахметович
Жумаш Рахметович Рахметов (1919—1942) — советский офицер-танкист, участник Великой Отечественной войны, мастер танкового боя. За годы войны на боевом счету его и его танковых экипажей — 11 подбитых и уничтоженных танков противника.

## Биография
Родился в 1919 году в 6-м ауле (по другим данным — в посёлке Карсакпай) Карсахпаевского района Карагандинской области (ныне Казахстан). Казах.
В РККА с 1939 года. В 1941 году окончил Сызранское танковое училище. Участник Великой Отечественной войны с 25 октября 1941 года.
С 05.08.1942 года — командир танка КВ, с 10.10.1942 — командир танкового взвода. 19 декабря 1942 года присвоено воинское звание старший лейтенант. Член ВКП(б) с 1942 года.
Командир танка лейтенант Рахметов отличился на Брянском фронте в июле 1942 года. Во время разведки боем выявил огневую систему укреплённого узла противника, уничтожив 5 дзотов, 2 орудия, огнём и гусеницами истребил до 30 солдат и офицеров, захватил и доставил в штаб одну пушку и контрольного пленного. Ветеран 1-й гвардейской танковой бригады Н. И. Тепов вспоминал: «Всегда Рахметов был смелым, веселым, волевым, спокойным. В бою был бесстрашен, никогда не терялся и метко стрелял. Я на него полагался как на себя, а таких людей не забыть».
В конце сентября—октябре 1942 года в районе города Калинина шла подготовка к операции «Марс», в которой 22-я армия должна была прорвать оборону противника и во взаимодействии с 39-й армией окружить и уничтожить Западно-Оленинскую группировку противника.
В бою 27 ноября 1942 года отличился командир взвода 1-го танкового батальона Ж. Р. Рахметов, который первым ворвался в деревню Михеево и уничтожил 13 дзотов, 3 орудия и более 50 солдат и офицеров противника. За этот боевой эпизод был награждён орденом Красной Звезды (13 декабря 1942).
В ходе наступления части вермахта были выбиты из многих деревень Оленинского района, и 1 декабря 1942 года в бою за деревню Новая Боярщина вновь отличился Ж. Р. Рахметов. Командуя группой из двух танков, он лесом прорвался в тыл к немецким укреплениям, прикрывавшим подступы к опорному пункту. Своим внезапным ударом уничтожил 12 дзотов, до 80 солдат и офицеров, захватил немецкое орудие, три миномёта и пять пулемётов. Тем самым дал возможность советским наступающим частям овладеть опорными пунктами Новая Боярщина и Худулиха.
Командир взвода 2-й роты 1-го танкового батальона гвардии старший лейтенант Ж. Р. Рахметов был смертельно ранен в бою 23 декабря 1942 года за деревню Вереиста Оленинского района Калининской области.
За годы войны на боевом счету его и его танковых экипажей было 11 подбитых и уничтоженных танков противника. За неоднократно проявленные в боях с немецкими захватчиками исключительные отвагу и геройство, блестящее выполнение заданий командования, гвардии старший лейтенант Рахметов Жумаш Рахметович посмертно был представлен к званию Герой Советского Союза, однако был награждён орденом Отечественной войны I степени (8 февраля 1944).

## Награды
- орден Отечественной войны I степени (8 февраля 1944)
- орден Красной Звезды (13 декабря 1942)

## Память
Приказом 1-й гвардейской танковой бригады № 073 от 07.05.1943 года Рахметов Ж. Р. зачислен посмертно в списки личного состава 1-го танкового батальона.
Похоронен в Вереиста (Оленинский район), позднее перезахоронен в братской могиле в деревне Гусево Оленинского района. Однако по сведениям Оленинского совета ветеранов, одиночная могила танкиста Рахметова так и не была перенесена ни на одну из братских могил района.
В 2011 году поисковики Оленинского района побывали на месте предположительного захоронения танкиста Жумаша Рахметова. Поисковики надеются, что смогут обнаружить останки героя-казахстанца.